# Vigor (bande dessinée)
Pour les articles homonymes, voir Vigor (homonymie).
Vigor est un héros et une série de bande dessinée, de Raoul et Robert Giordan, qui paraît de 1952 à 1986. Il a donné son nom à un périodique de bande dessinée, publié par Artima de 1954 à 1986.

## Intrigue
Vigor est un soldat complet, sympathique et audacieux. Il est d'abord correspondant de guerre, et travaille pour l'Organisation des Nations unies. 
Expérimenté dans toutes les formes et techniques de combat, il se démène pour sauver ses hommes lorsqu'ils sont en difficulté. Plus tard, il raconte ses souvenirs de la Seconde Guerre mondiale. Il participe à la bataille du Pacifique avec notamment « La Grenouille » et Makenzie, contre les Japonais.

## Historique de la série
Les deux frères Raoul et Robert Giordan écrivent les scénarios et dessinent les illustrations.
La série paraît d'abord de 1952 à 1954 dans Dynamic, magazine publié par les éditions Artima. La série est publiée ensuite dans la revue Vigor, du nom de ce héros, jusqu'en 1986, la série et la revue prenant fin en même temps.
Le texte et les dessins des frères Giordan sont jugés « talentueux » par Henri Filippini, malgré le nombre de planches qu'ils doivent réaliser.

## RevueVigor
La revue Vigor est créée en 1954 par les éditions Artima. Son nom vient du héros et de la série du même nom, créés par les frères Giordan. La revue paraît pendant trente-deux ans, jusqu'en 1986 ; en 1962, son format devient un format de poche, jusqu'à la fin de la parution.
Le format initial de la revue est de 17,5 cm sur 23 cm, comportant généralement 36 pages de récits complets ; deux numéros spéciaux comportent 68 pages. La revue publie aussi des séries de Roger Melliès, Rémy Bourlès, Raymond Cazanave...
La revue est ensuite au format poche et comporte 66 planches, de 1962 jusqu'à la fin au numéro 270 en 1986.